# Danh sách thành phố trong lịch sử Mông Cổ

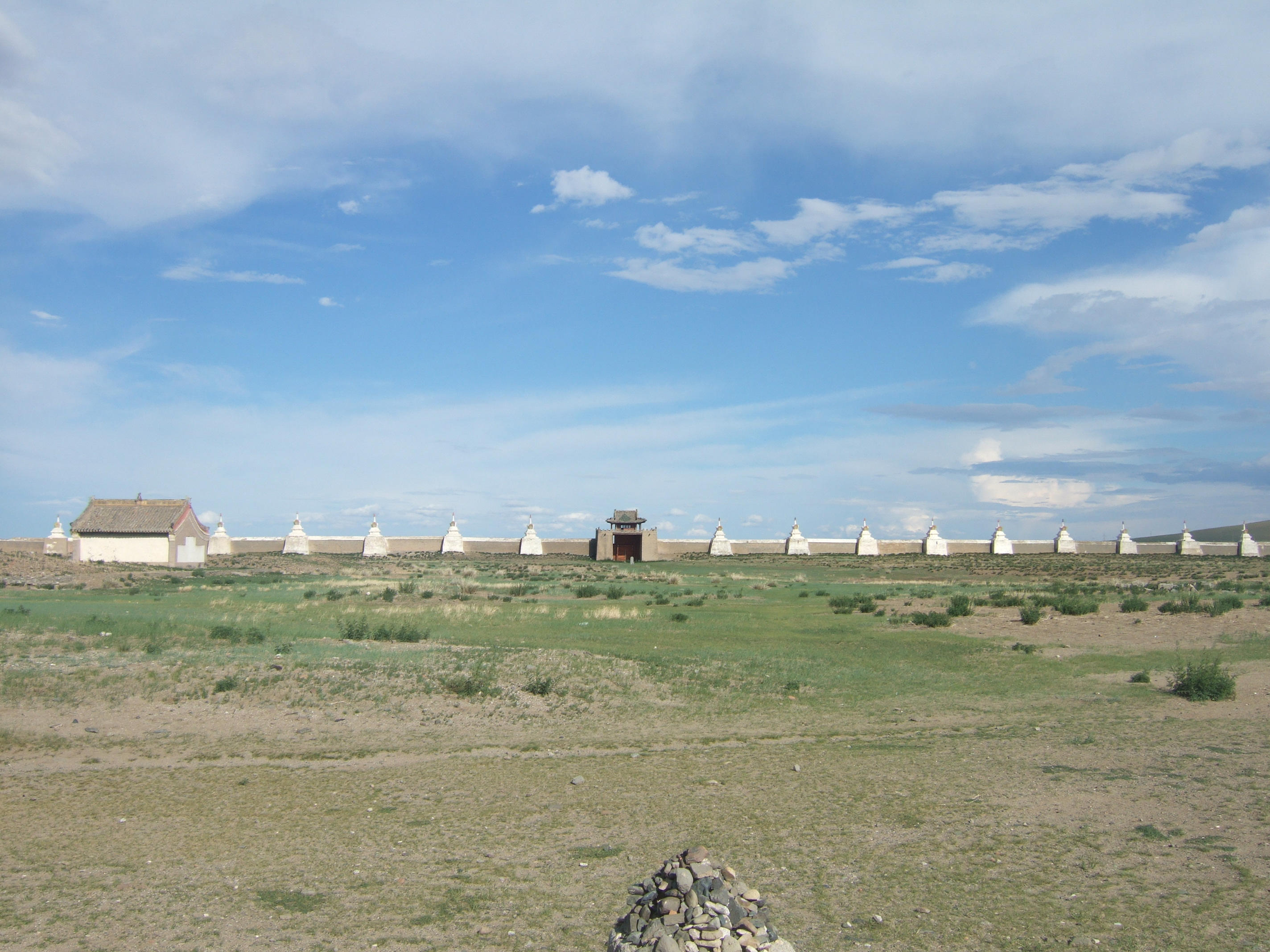
Các bức tường xung quanh tu viện Erdene Zuu, nằm gần Karakorum.

Đây là danh sách các thành phố trong lịch sử Mông Cổ. Mông Cổ là một quốc gia nội lục ở Đông và Trung Á. Nó giáp với Nga ở phía bắc và Trung Quốc ở phía nam, đông và tây. Ulaanbaatar, thủ đô và thành phố lớn nhất, là nơi sinh sống của khoảng 45% dân số. Danh sách này chỉ tính các thành phố và không tính các điểm dân cư nhỏ hơn.

## Đặc điểm đặc biệt
"Thành phố Mông Cổ" có nghĩa là những thành phố được xây dựng ở Mông Cổ cũng như những thành phố được xây dựng ở những khu vực dưới ảnh hưởng trực tiếp của Mông Cổ. Điểm đặc biệt của các thành phố lịch sử Mông Cổ là chúng ra đời giữa một xã hội du mục chủ yếu. Đó là một sự hiểu lầm khi cho rằng không có thành phố nào ở Mông Cổ, hoặc tất cả người dân hoàn toàn là dân du mục trong suốt lịch sử của họ. Dựa trên nghiên cứu hiện tại, truyền thống các thành phố của Mông Cổ đã tồn tại hơn 2000 năm.

## Danh sách

### ThờiHung Nô
- Long Đường
- Long Thành (tiếng Mông Cổ: Luut; Thành phố Rồng), kinh đô của Đế quốc Hung Nô, thung lũng sông Orkhon
- Long Truy
- Thành phố được xây dựng bởi Triệu Tân vào năm 120 TCN theo lệnh Thiền vu
- Kherlen Tsagaan Aral
- Terelj Hasar Balgas
- Bayanbulag Balgas
- Tsenkher Gol Kherem
- Shuvuutiin Gol Kherem

### ThờiNhu Nhiên
- Mume, kinh đô của Khả hãn quốc Nhu Nhiên, thung lũng sông Orkhon
- Long Thành

### ThờiĐột QuyếtvàHồi Cốt
- Khar Els
- Khar Balgas
- Baibalyk
- Kharkhurem

### ThờiLiêu
- Zuun kherem
- Baruun kherem
- Bars khot
- Chin Tolgoin Balgas (Quyến Châu, xây dựng năm 994)
- Khar Bukhyn Balgas

### ThờiĐế quốc Mông Cổvà thờiNguyên
- Chinkhai balgas
- Khaidu Khan’s Ord
- Tenduk
- Tataryn Kherem
- Bốn Ordos của Thành Cát Tư Hãn
- Karakorum, kinh đô của Đế quốc Mông Cổ
- Suurin
- Tosokh
- Shar Ord
- Khokh nuuriin Ord
- Ongiin Ord
- Khogshin Teeliin Balgas
- Tsagaan Balgas
- Arlyn Balgas

### ThờiBắc Nguyên
- Choir - 1691
- Tsagaan Baishin (hoặc Lâu đài Trắng của Tsogt Taij)
- Ikh Khuree (hiện nay là thủ đô Ulaanbaatar) - 1639
- Khovd (thành phố) - Thành lập bởi Cát Nhĩ Đan trên bờ sông Khovd[1]
- Tsetserleg (thành phố) - 1631. Tu viện đầu tiên thành lập năm 1586
- Ulaangom - 1686?

### ThờiThanh
- Mörön (thành phố) - 1809
- Choibalsan (thành phố) - 1823
- Uliastai - 1833